# La vie est un miracle
Soundtrack za film Emira Kusturice Život je čudo. Ukupno trajanje: 51:16.

## Popis pjesama

### CD
1. In The Beginning (1:46)
2. Evergreen (3:43)
3. Wanted Man (5:08)
4. Kiss The Mother (inst.) (1:23)
5. Moldavian Song (inst.) (3:06)
6. Vasja (3:46)
7. Dying Song (inst.) (1:30)
8. Looking For Luka (inst.) (1:38)
9. Ovo je muški svet (6:25)
10. Fatal Wounds (2:58)
11. Who Killed The DJ (3:51)
12. Karakaj (4:15)
13. The Waterfall (inst.) (2:12)
14. Gladno Srce (3:46)
15. Looking For Sabaha (inst.) (1:28)
16. When Life Was A Miracle (4:15)
17. Moldavian song

### Bonus DVD
1. Scena iz filma 1: The Warefell Party
2. Scena iz filma 2: The Opening Of The Railroad
3. Unza Unza Time (video spot)
4. Foto galerija